# Gitano (Film)
Gitano (Alternativ: Gypsy) ist ein spanisches Filmdrama des Regisseurs Manuel Palacios aus dem Jahr 2000.

## Handlung
Flamencokünstler Andrés Heredia kommt nach einigen Jahren aus dem Gefängnis. Dort saß er für den Mord, den er an seinem Bandenmitglied Romero begangen haben soll.
Seine Frau Lucia hat mittlerweile eine Affäre. Andrés will seine Karriere fortsetzen, muss aber feststellen, dass der korrupte Polizist Chino ihn mit dem einflussreichen Produzenten Manfredi verfolgt, um den Flamenco in den Schmutz zu ziehen. Andrés’ Vater Isidoro ist vom Wunsch nach Rache an Don Manuel besessen, den Kopf des lokalen Verbrechersyndikats, der Junco Family. Ein Wortgefecht auf der Straße ergibt, dass Mitglieder der Junco Family Romero getötet haben. Aber Don Manuel ist auch Andrés’ Schwiegervater und der Vater von Lola, der Frau von Andrés’ Bandenmitglied El Peque, der Andrés bittet, die Probleme hinter sich zu lassen.

## Hintergrund
Der Film war die erste große Filmrolle des Tänzers Joaquín Cortés. Für das französische Topmodel Laetitia Casta war es die zweite Filmrolle und wurde in der Originalfassung von der spanischen Schauspielerin Ana Fernández synchronisiert.
Die Dreharbeiten wurden in Madrid, Granada und Guadalajara durchgeführt. Die Aufnahmen entstanden auf 35-mm-Film und in Dolby Digital.
Gitano, der weltweit mit dem englischen Titel Gypsy veröffentlicht wurde, lief am 1. September 2000 in den spanischen Kinos an. Weitere Veröffentlichungen waren 2001 in Tokio, 2002 in Argentinien und Frankreich.
Bei der Goya-Verleihung im Jahr 2001 erhielt Gitano eine Nominierung in der Kategorie Bester Filmsong.